# Real Cofradía del Santo Entierro (Zamora)
La Real Cofradía del Santo Entierro es una cofradía religiosa católica de la ciudad de Zamora, Castilla y León, España. Forma parte de la Semana Santa de Zamora con su procesión del Viernes Santo.

## Historia
Se funda en 1593 con el fin de dar culto a la pasión y muerte de Cristo. Realizó su primera salida procesional al año siguiente, en la tarde del Viernes Santo. Según parece tiene antecedentes a lo largo del siglo XVI.
La cofradía adquiere su importante patrimonio escultórico en el siglo XIX y principios del siglo XX cuando incorpora obras de Ramón Álvarez y sus seguidores así como de Mariano Benlliure. A finales del siglo XX se interesa por autores sevillanos incorporando obras de Luis Álvarez Duarte y Manuel Ramos Corona.
Su sede tradicionalmente fue la Iglesia de San Esteban si bien trasladó sus pasos y su salida procesional al Museo de Semana Santa cuando este abrió sus puertas. En la actualidad, la imagen de Cristo Yacente se encuentra al culto en la S. I. Catedral de Zamora mientras el resto se expone en el Museo de Semana Santa.

## Pasos
Porta un total de 11 pasos en su procesión vespertina del Viernes Santo. La mayoría son portados a hombros aunque algunos lo hacen conducidos a ruedas.
- La Magdalena de Ángel Marcé (1892)
- La Conversión del Centurión de Fernando Mayoral Dorado (2001)
- La Lanzada de Ramón Álvarez (1868)
- El cristo de las Injurias Diego de Siloé (1520)
- El Descendimiento de Ramón Álvarez (1857-1859)
- San Juan y Nuestra Señora de Ricardo Flecha (2004)
- El Descendido de Mariano Benlliure (1879)
- La Piedad de Manuel Ramos Corona (2004)
- Conducción al Sepulcro de José María Garros (1901)
- Retorno del Sepulcro de Ramón Núnez (1927)
- El Santo Entierro (La Urna) de Luis Álvarez Duarte (2002)
- Virgen de los Clavos de Ramón Álvarez (1887).

En la primera parte de la procesión además conduce hacia la catedral al Santísimo Cristo de las Injurias, anónimo del siglo XVI que la abandonó el Miércoles Santo junto a la Cofradía del Silencio de Zamora.

## Hábito
Consiste en túnica y caperuz de terciopelo negro, mostrando luto. Los hermanos portan vara de madera rematada en una cruz con sudario.

## Procesiones y actos
El desfile principal lo constituye la salida del Viernes Santo en la tarde. Esta procesión es considerada oficial y en ella forman las fuerzas vivas de la ciudad tales como la corporación municipal, la Guardia Civil o la Policía Nacional.
En los últimos años se viene celebrando un Viacrucis en la tarde del Domingo de Ramos en el transcurso del cual se libera un preso, a semejanza de lo que se hace en muchas otras localidades españolas.

## Música y sonidos
La procesión del Viernes Santo la abre el barandales tocando las esquilas. Tras los pasos que van a hombros salen varias bandas de música.